# Faris Ahmed Jamaan al-Showeel al-Zahrani
Sheikh Faris Ahmed Jamaan al-Showeel al-Zahrani (1977 – 2 de janeiro de 2016) estava na lista dos 26 maiores procurados por terrorismo da Arábia Saudita.
Em 2 de janeiro de 2016, Sheikh Faris foi executado pelo estado saudita, junto com 46 outros suspeitos de terrorismo.

## Vida pessoal
Tendo crescido na região de Al Bahah, Faris integrou a Universidade Islâmica Imam Muhammad ibn Saud onde estudou direito, enquanto trabalhava como um imame.

## Prisão
Ele foi preso em Abha pela polícia saudita em 5 de agosto de 2004 por suspeitas de terrorismo. Sua captura foi considerada uma grande perda para a Al-Qaeda na Arábia Saudita.